# How Hermes Requisitioned His Groove Back
«How Hermes Requisitioned His Groove Back» (укр. «Як Гермес реквізував свою наснагу») — одинадцята серія другого сезону анімаційного серіалу «Футурама», що вийшла в ефір у Північній Америці 2 квітня 2000 року.
Автор сценарію: Білл Оденкерк.
Режисер: Марк Ервін.

## Сюжет
Гермес Конрад з ентузіазмом готується до чергової інспекції свого офісу, результатом якої має стати його підвищення до «бюрократа 35-го рівня». У той самий вечір Ліла влаштовує покер для своїх друзів і колишніх колег з Лабораторії прикладної кріоніки. Під час гри з'ясовується, що Бендер шахраює за допомогою «рентгенівських окулярів». Він намагається втекти, ховається в офісі Гермеса, але партнери знаходять його і влаштовують жорстоку фізичну розправу.
Зранку Гермес застає в офісі жахливий безлад. З'являється інспектор — жінка-бюрократ 19-го рівня Морган Проктор — і Гермесу загрожує пониження у званні. У відчаї він вдається до суїцидального шантажу. Морган відправляє його в оплачувану відпустку (що для бюрократа є «найгіршим покаранням») і призначає діловодом «Міжпланетного експреса» себе. Доктор Зойдберґ пропонує Гермесу і його дружині провести відпустку на планеті-сауні Спа V.
Морган, яка почуває сексуальний потяг до неохайних чоловіків, зав'язує таємні стосунки з Фраєм, якого вона називає «грубим і брудним». Тим часом Гермес і ЛаБарбара з'ясовують, що планета Спа V насправді є табором примусової праці. Несподівано Бендер викриває Фрая і Морган, але Морган переписує його психіку на дискету (через що Бендер перетворюється на примітивний пристрій, здатний лише вимовляти «Я Бендер, будь ласка, дайте балку») і відправляє її пневматичною поштою до Центру бюрократії.
У таборі примусової праці Гермес застосовує свої надзвичайні організаторські здібності, підвищуючи ефективність праці та збільшуючи страждання інших працівників. Команда «Міжпланетного експреса» пробирається у Центр бюрократії, щоби знайти диск з особистістю Бендера. У головному архіві вони бачать велетенську купу поштових капсул, одна з яких містить у собі шукану ними дискету. Раптово з'являється Гермес, якому вдалося звільнитися з табору на Спа V. Удосконалена ним організація праці в таборі стала настільки ефективною, що для її виконання вистачило лише одного австралійця. У формі музичного номера Гермес розсортовує капсули і знаходить дискету з психікою Бендера.
Голова Центру бюрократії («Номер 1.0») відновлює бюрократичний ранг Гермеса й одразу ж понижує його до 38-го рівня за те, що він закінчив сортування на дві секунди раніше. Щоби помститися Фраю за розголошення їхніх стосунків, Морган, яка досі очолює «Міжпланетний експрес», звільняє його. Проте Геремес викриває помилку, яку Морган зробила в роки юності, поставивши на одному з документів чотири печатки, замість належних п'яти. Номер 1.0 підвищує його за це до 37-го рівня і наказує своїм клеркам підготувати документи для звільнення Морган. Професор знов приймає Гермеса на роботу зі значно зниженою заробітною платнею. Фрай питається, чи не може він також повернутися на знижену зарплатню. Гермес погоджується і заразом знижує зарплатню всім. Зойдберґ розпочинає свій власний музичний номер, але серія негайно закінчується.

## Пародії, алюзії, цікаві факти
- Назва серії пародіює заголовок роману і фільму «Як Стелла здобула свою наснагу» (англ. How Stella Got Her Groove Back).
- Центр бюрократії з нескінченними шухлядами і системою пневматичної пошти є алюзією на світ фільму-антиутопії «Бразилія».
- Один зі службовців у коридорах Центральної бюрократії виглядає як монстр Спостерігач з настільної та комп'ютерної гри «Підземелля і дракони» (англ. Dungeons & Dragons). Він просить команду «Міжпланетного експреса» не казати начальству, що заснув на робочому місці.
- Під час гри в покер Зойдберґ повідомляє: «У мене три людино-жінки, цифра, і король, який сам собі робить операцію на мозку». Це алюзія на традиційне зображення чирвового і бубнового королів на англо-американських гральних картах: чирвовий король тримає за головою меч, бубновий — сокиру (звідси неформальна назва цих карт «королі-самогубці»).

## Особливості українського перекладу
- У цій серії Гермес кілька разів говорить римованими фразами: «Стук-стук-стук, я без печатки, як без рук», «Ах ти, горила з Маніла!», «Свята Бозя на порозі!».
- Під час спроби самогубства Гермес вигукує: «Мені ніколи не стати кращим бюрократом. Я лише на 78,36 % анальний!», маючи на увазі «анальний тип особистості» (поняття психоаналізу), що характеризується педантизмом, любов'ю до порядку, скрупульозністю і перфекціонізмом, сповідує високі норми моралі, які всіляко намагається насадити іншим. В українському перекладі серіалу цю фразу було пропущено, ймовірно через складність розуміння пересічним глядачем.
- Оригінальну фразу, яку вимовляє позбавлений розуму Бендер — англ. « I am Bender, please insert girder», буквально «Я Бендер, будь ласка дайте балку» (щоби зігнути) — помилково перекладено як «Я Бендер, будь ласка, вставте диск».